# Kataleptische Brücke
Die kataleptische Brücke ist ein in der Showhypnose eingesetzter, eindrucksvoller Trick zur Demonstration der vermeintlichen Macht eines Hypnotiseurs und seiner Hypnose.
Für die kataleptische Brücke wird die Versuchsperson in Hypnose versetzt und nach Anwendung einer entsprechenden Suggestion (zum Beispiel: „starr wie ein Brett“) auf zwei Stühle gelegt, die dann nur noch Nacken- und Fersenbereich stützen. Der Rest des Körpers ist ungestützt und bildet eine weitausladende Brücke. Erschwerend kann eine weitere Person auf dem Probanden stehen oder ein großer Stein, der auf dem Bauch des Probanden liegt, mit einem Hammer zertrümmert werden. Da damit der Grenzbereich der Belastbarkeit des menschlichen Körpers überschritten werden kann, sind leichte bis schwere Verletzungen aufgrund dieser Belastungssteigerung durchaus möglich.
In einer Studie konnte Collins 1961 nachweisen, dass die Stärke der Hypnotisierbarkeit einer Versuchsperson keine Rolle spielt und fast alle Probanden – sowohl „wache“ als auch hypnotisierte Personen – die Starre 2 bis 4 Minuten aushalten konnten, bis die Ermüdung der Muskelfasern den Trick beendete. Einzige Voraussetzung für diesen Trick ist eine gesunde Rückenmuskulatur und nicht – wie oft angenommen – ein hypnotischer Zustand.

## Wirkungsweise
Die den kataleptischen Phänomenen zugrunde liegenden Wirkmechanismen wurden nie im Detail erklärt. Einzig Kraines bezog sich auf das Modell Pawlows, wonach eine Hemmung einzelner Muskelgruppen angenommen wird. Dabei lösen sich wahrscheinlich innerhalb einer größeren Muskelgruppe einzelne Untergruppierungen in der Haltefunktion ab.